# Letizia Ortiz
Pour les articles homonymes, voir Ortiz.
Titre
Reine consort d'Espagne
Depuis le 19 juin 2014
(11 ans et 21 jours)
Signature
Letizia Ortiz Rocasolano, née le 15 septembre 1972 à Oviedo, est une ancienne journaliste espagnole, membre de la famille royale et reine d'Espagne le 19 juin 2014, quand son mari est proclamé roi d'Espagne sous le nom de Felipe VI.

## Biographie

### Famille
Letizia Ortiz Rocasolano est la fille de Jesús José Ortiz Álvarez, un journaliste, né le 24 décembre 1949, et de María Paloma Rocasolano Rodríguez, une infirmière, née le 15 avril 1952,, mariés en 1971 et divorcés depuis 1999. Ses grands-parents paternels sont José Luis Ortiz Velasco (1923-2005), commercial au sein du groupe Olivetti, et Menchu Álvarez del Valle (1928-2021), qui a été animatrice de radio dans les Asturies pendant plus de 40 ans, et ses grands-parents maternels sont Francisco Julio Rocasolano Camacho (1918-2015), chauffeur de taxi, et Enriqueta Rodríguez Figueredo (1919-2008).
La reine Letizia a deux sœurs, Telma, née le 25 octobre 1973, économiste qui a travaillé pour Médecins sans frontières et comme sous-directrice des relations internationales à la mairie de Barcelone de 2009 à 2012, et Érika (1975-2007), qui travaillait comme décoratrice d'intérieur pour Globomedia (es),.
L'acteur et chanteur espagnol Víctor Elías est son cousin issu de germain. Par ses ancêtres français Roquesoulane (devenu Rocasolano en espagnol) dans le Cantal, elle est également une lointaine cousine de la chanteuse et actrice française Anny Flore.
Elle est baptisée en la paroisse Saint-François d'Assise d'Oviedo. Son parrain est son oncle maternel, Francisco Rocasolano Rodríguez, et sa marraine est sa tante paternelle, Cristina Ortiz Álvarez.
Elle reçoit l'éducation générale de base au collège public La Gesta de Oviedo et continue ses études à l'Institut Alphonse II. En raison du travail de son père, toute la famille doit s'installer en 1987 à Rivas-Vaciamadrid, dans la Communauté de Madrid, où Letizia poursuit sa formation à l'Institut Ramiro de Maeztu.
Après avoir passé le baccalauréat (es), elle s'inscrit à l'Université Complutense, au sein de laquelle elle obtient sa licence en sciences de l'information. À cette période, elle commence à collaborer avec le quotidien ABC et avec l'agence EFE, où elle se spécialisera en politique internationale. Plus tard, entre 1992 et 1993, elle effectue un stage en tant que boursière pour le journal La Nuevas España d'Oviedo, se consacrant aux rubriques économie, télévision et spectacles. Elle obtient un master de l'information audiovisuelle et se rend à Guadalajara au Mexique pour commencer ses études doctorales, qu'elle ne terminera pas, et travaille en même temps au Diario Siglo XXI.
En 2000, Letizia reçoit le prix Mariano José de Larra (es) comme meilleure journaliste de moins de 30 ans décerné par l'Association de la presse de Madrid.

### Avant son mariage avec le prince Felipe
La journaliste se marie civilement le 7 août 1998 à Alonso Guerrero, professeur de littérature, qu'elle avait connu à l'institut Alphonse II, son école secondaire. Elle divorce en 1999, la même année que ses parents. Sa mère et elle décident alors de vivre ensemble.
Letizia Ortiz entre à la télévision publique espagnole TVE en 2000 pour laquelle elle va couvrir comme envoyée spéciale les événements du 11 septembre et de la guerre en Irak.

### Princesse des Asturies
En octobre 2002, la journaliste rencontre Felipe, prince des Asturies, à l'occasion d'une soirée privée chez leur ami commun, le journaliste Pedro Erquicia ; ils se croisent encore en Galice, en novembre 2002, puis passent des vacances ensemble en août 2003. Leur relation reste secrète.
Le 1er novembre 2003, la Maison royale annonce officiellement les fiançailles de Felipe et Letizia, entraînant son départ de TVE, d'un commun accord, le 19 novembre 2003. Le mariage a lieu le 22 mai 2004 dans la cathédrale de l'Almudena de Madrid devant 1 200 invités.

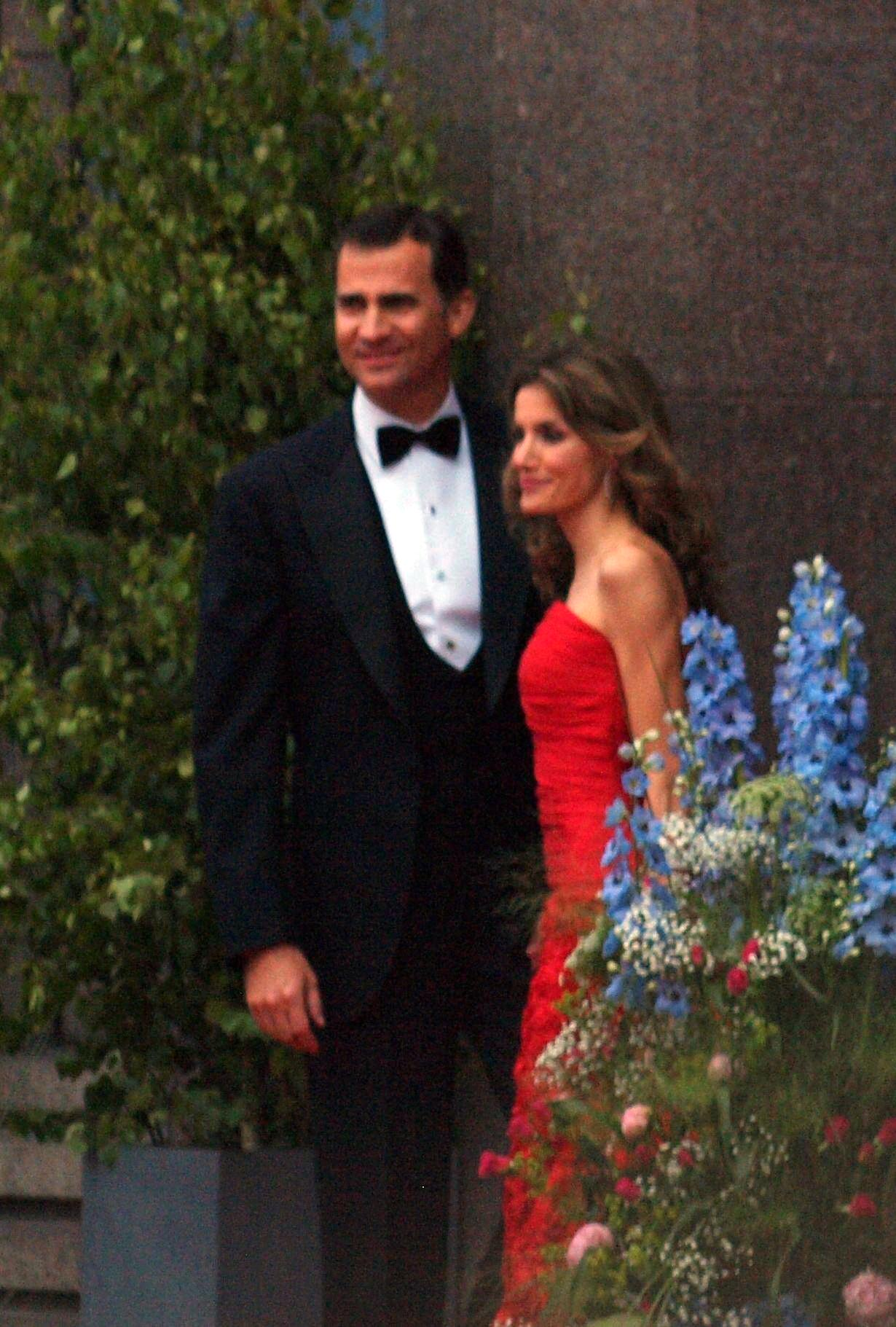
Le prince et la princesse des Asturies, en 2010.

### Reine d'Espagne
Après l'abdication de Juan Carlos Ier, elle devient officiellement reine consort d'Espagne le 19 juin 2014.

## Titres et honneurs

### Titulature
- 22 mai 2004 - 18 juin 2014 : Son Altesse Royale la princesse des Asturies (mariage) ;
- Depuis le 19 juin 2014 : Sa Majesté la reine d'Espagne.

### Honneurs

#### Espagne
- Grand-croix de l'ordre de Charles III (21 mai 2004)[13].
- Grande maîtresse de l'ordre de la Reine Marie-Louise (19 juin 2014).

#### Étranger
- Ordre du Soleil (république du Pérou, 5 juillet 2004).
- Commandeur de l'ordre des Trois Étoiles, 1re classe (république de Lettonie, 16 octobre 2004).
- Grand-croix de l'ordre du Mérite, classe civile (république de Hongrie, 31 janvier 2005).
- Grand-croix de l'ordre du Christ (République portugaise, 25 septembre 2006).
- Ordre de la Croix de Terra Mariana, 1re classe (république d'Estonie, 9 juillet 2007).
- Membre de l’ordre royal des Séraphins (Suède, 14 novembre 2021)
- Grand croix de l'ordre du Service fidèle (Roumanie, 26 novembre 2007).
- Grand-croix de l'ordre du Cœur d'Or (république des Philippines, 3 décembre 2007).
- Médaille grand Gwanghwa de l’ordre du Mérite du service diplomatique (Corée du Sud, 15 juin 2021)
- Ruban de l'ordre de l'Aigle aztèque, catégorie spéciale Mexique, 29 juin 2015).
- Ordre du Libérateur San Martín (République argentine, 9 février 2009).
- Grand-croix de l'ordre national du Mérite (République française, 27 avril 2009).
- Grand-croix de l'ordre du Mérite (République libanaise, 19 octobre 2009).
- Grand-croix de l'ordre de Vasco Núñez de Balboa (république du Panama, 24 novembre 2009).
- Grand-croix de l'ordre du Mérite du Chili (république du Chili, 7 mars 2011).
- Collier de l'ordre de Souveraineté (royaume du Maroc, 14 juillet 2014).
- Grand-croix de l'ordre de la Couronne (royaume des Pays-Bas, 15 octobre 2014).
- Grand croix de l'ordre de Boyacá (république de Colombie, 2 mars 2015).
- Grand-croix de l'ordre du Mérite pour services distingués (es) (république du Pérou, 7 juillet 2015).
- Ordre de la Couronne précieuse, 1re classe (Japon, 2017)[14].
- Chevalier grand-croix de l'ordre du Mérite de la République italienne‎ (25 octobre 2021)[15]
- Dame de l’ordre de l’Éléphant (Danemark, 2023)[16].